# Лиманчик

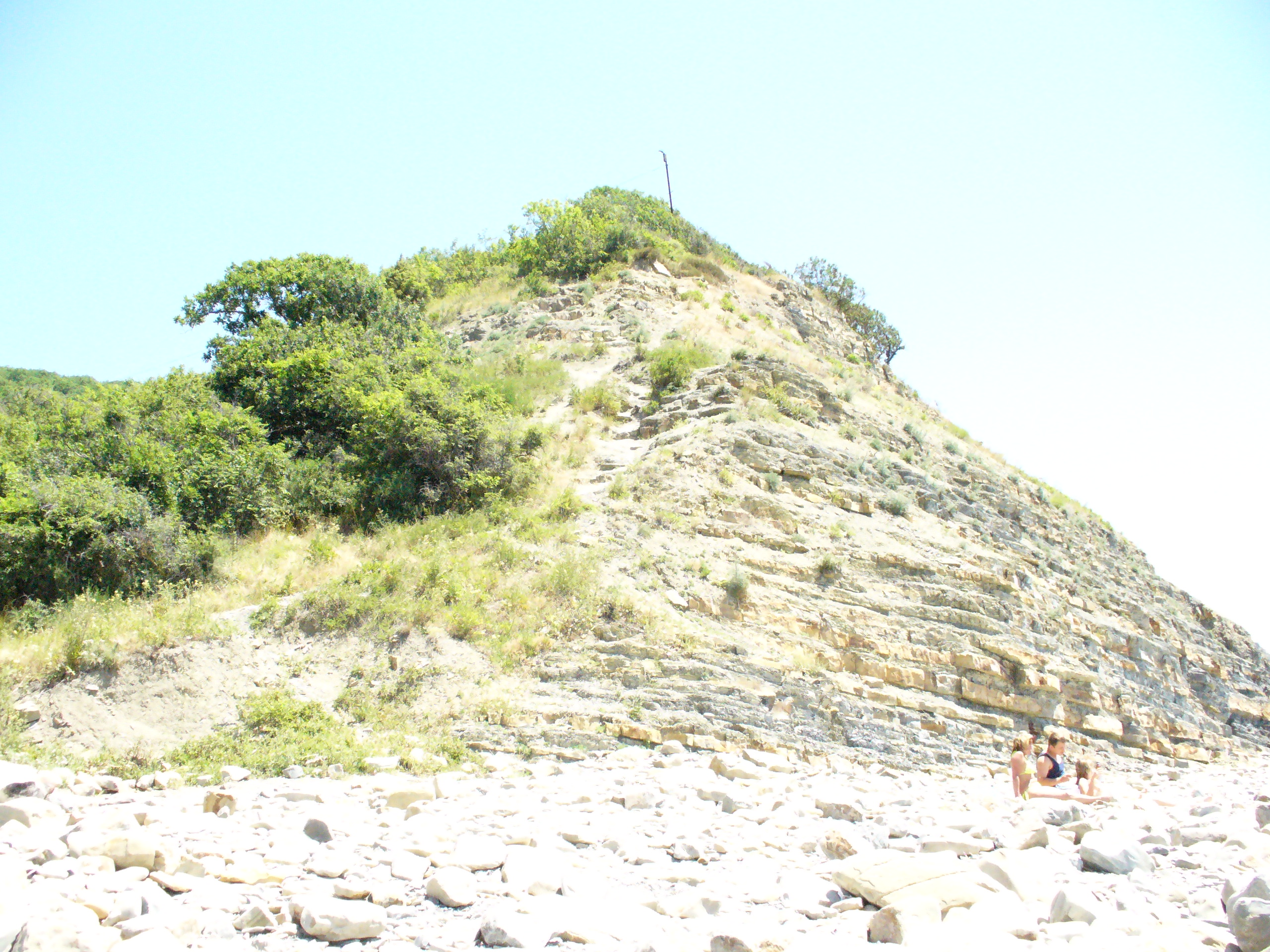
Лиманчик. Вид на левую гору.

«Лиманчик» — база отдыха («спортивно-оздоровительный лагерь») Южного федерального университета, основана в 1956 году, находится на берегу Чёрного моря примерно в 30 км от Новороссийска, между посёлками Южная Озереевка и Дюрсо. Административно относится к с. Абрау-Дюрсо Новороссийска. Название базе дало проточное пресное озеро, отделённое от моря каменным валом, используемым как пляж.

## История
В 1938 году Ростовский государственный университет заключил договор с дирекцией винкомбината Абрау-Дюрсо «на передачу ущелья „Лиманчик“ университету для научных и учебных целей на 20 лет».
Приказ о создании базы отдыха «Лиманчик» был подписан в 1958 году. Хотя сам лагерь «подпольно» функционировал с 1956 года.
«Лиманчик» включает в себя не только базу отдыха, но и довольно большое (свыше 1000 человек) «дикарское» палаточное поселение, появляющееся вокруг базы в курортный сезон на окружающих её горах. Под левой горой (в сторону Дюрсо) существует стихийный нудистский пляж, Лиманчик пользуется популярностью не только среди сотрудников, студентов и выпускников ЮФУ, но и среди людей со всей страны, а также других государств.